# Tungufljót (Kúðafljót)
Tungufljót – rzeka w południowej Islandii, jedna z rzek źródłowych Kúðafljót. Jej źródła znajdują się na wysokości około 800 m n.p.m. w masywie górskim Svartahnúksfjöll. Płynie w kierunku południowym, równolegle do drugiej rzeki źródłowej Kúðafljót - Hólmsá oraz do rzeki Skaftá. Tungufljót i Hólmsá oraz odnoga Skaftá zwana Eldvatn łączą się w północnej części nadbrzeżej równiny tworząc rozlewisko Flögulón. Rzeka z niego wypływająca nosi już nazwę Kúðafljót i zmierza na południe w kierunku Oceanu Atlantyckiego.